# Janusz Skowron (muzyk)
Janusz Tadeusz Skowron (ur. 23 maja 1957 w Warszawie, zm. 27 lutego 2019 w Wieliszewie) – polski muzyk jazzowy, pianista, kompozytor i aranżer.

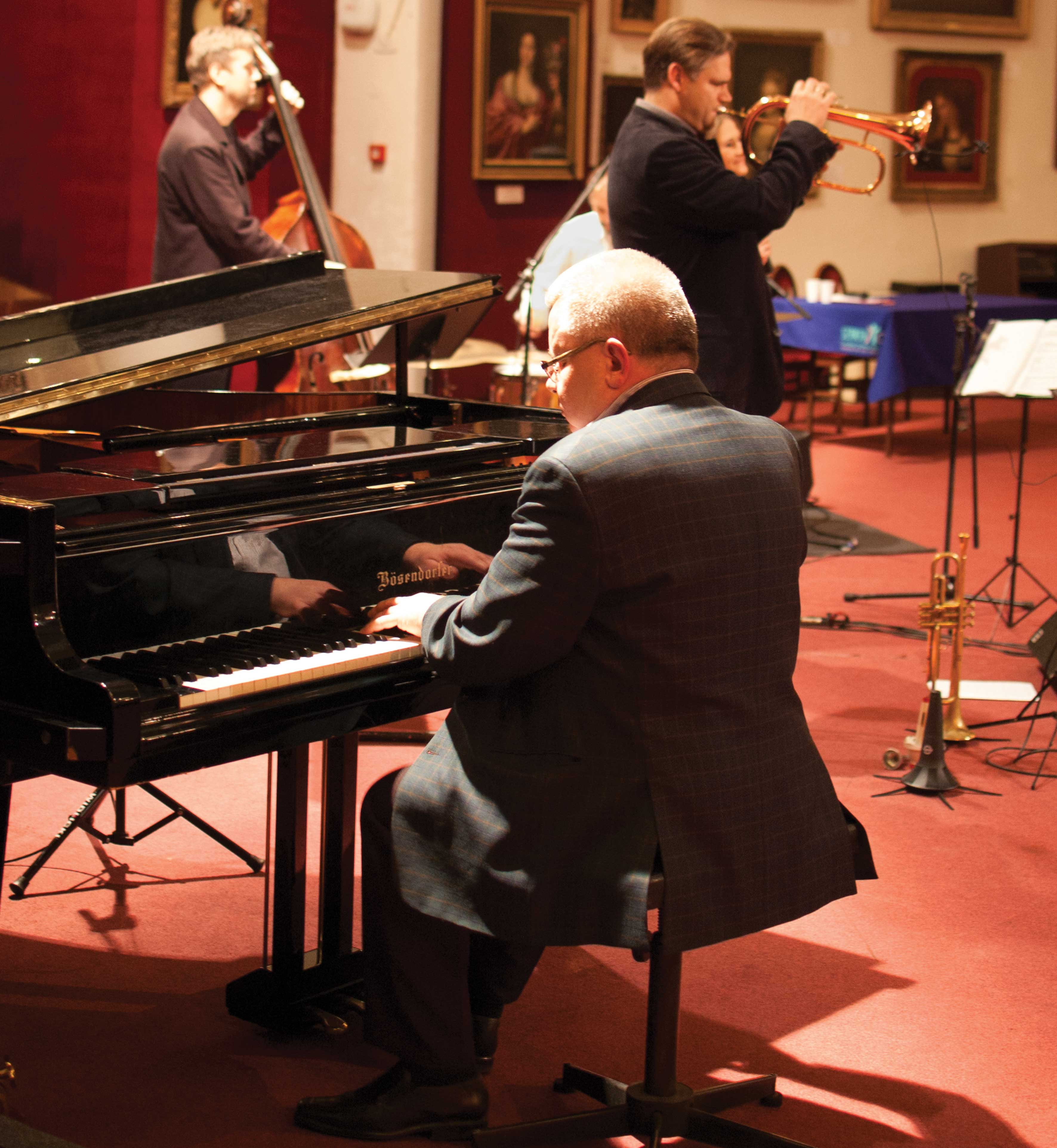
Janusz Skowron na koncercie w Galerii Porczyńskich.

## Życiorys
Edukację muzyczną rozpoczął w wieku sześciu lat, od prywatnych lekcji gry na fortepianie u niewidomej pianistki Stefanii Skibówny, w Ośrodku Szkolno-Wychowawczym dla Dzieci Niewidomych w Laskach koło Warszawy. Ukończył Szkołę Muzyczną II stopnia im. Józefa Elsnera w Warszawie, w klasie organów. Jeszcze w trakcie nauki rozpoczął współpracę z zespołem perkusisty Kazimierza Jonkisza. Wystąpił z nim na festiwalu Jazz Jamboree w 1980 i uczestniczył w nagraniu pierwszego krążka zespołu, płyty Tiritaka. W 1981 roku rozpoczął współpracę z zespołem String Connection, założonym przez skrzypka Krzesimira Dębskiego. W tym czasie grupa biła rekordy popularności, występowała wielokrotnie na festiwalach Jazz Jamboree i na wszystkich, większych festiwalach jazzowych na świecie. Janusz Skowron nagrał z nimi kilka płyt (m.in. Workoholic, New Romantic Expectation, Live), które niemal zawsze były jazzowymi płytami roku.
W 1985 roku rozpoczął współpracę z zespołem Freelectronic trębacza Tomasza Stańki, z którym występował na festiwalach w Grecji, Niemczech, Francji, Szwajcarii i na rodzimym Jazz Jamboree. Współpraca została zwieńczona nagraniem kilku płyt, m.in. Chameleon, Switzerland, Witkacy Peyotl, Tales For A Girl.
W roku 1990 rozpoczął współpracę z saksofonistą Zbigniewem Namysłowskim, z którym koncertował w Polsce i za granicą m.in. w Izraelu, Niemczech i Czechach. Z kwartetem Zbigniewa Namysłowskiego nagrał dwa krążki CD – Without A Talk i The Last Concert.
W 1997 roku zaczął współpracować z zespołem Walk Away perkusisty Krzysztofa Zawadzkiego. W zespole miał możliwość zagrania ze światowej klasy muzykami jazzowymi – Erickiem Marienthalem, Billem Evansem, Deanem Brownem, Randy Breckerem, Davidem Gilmorem. Również ten okres twórczości został przypieczętowany nagraniem płyt, m.in. Changes i Night Life.
W ostatnich latach wraz z Apostolisem Anthimosem założył zespół Anthimos Skowron United.

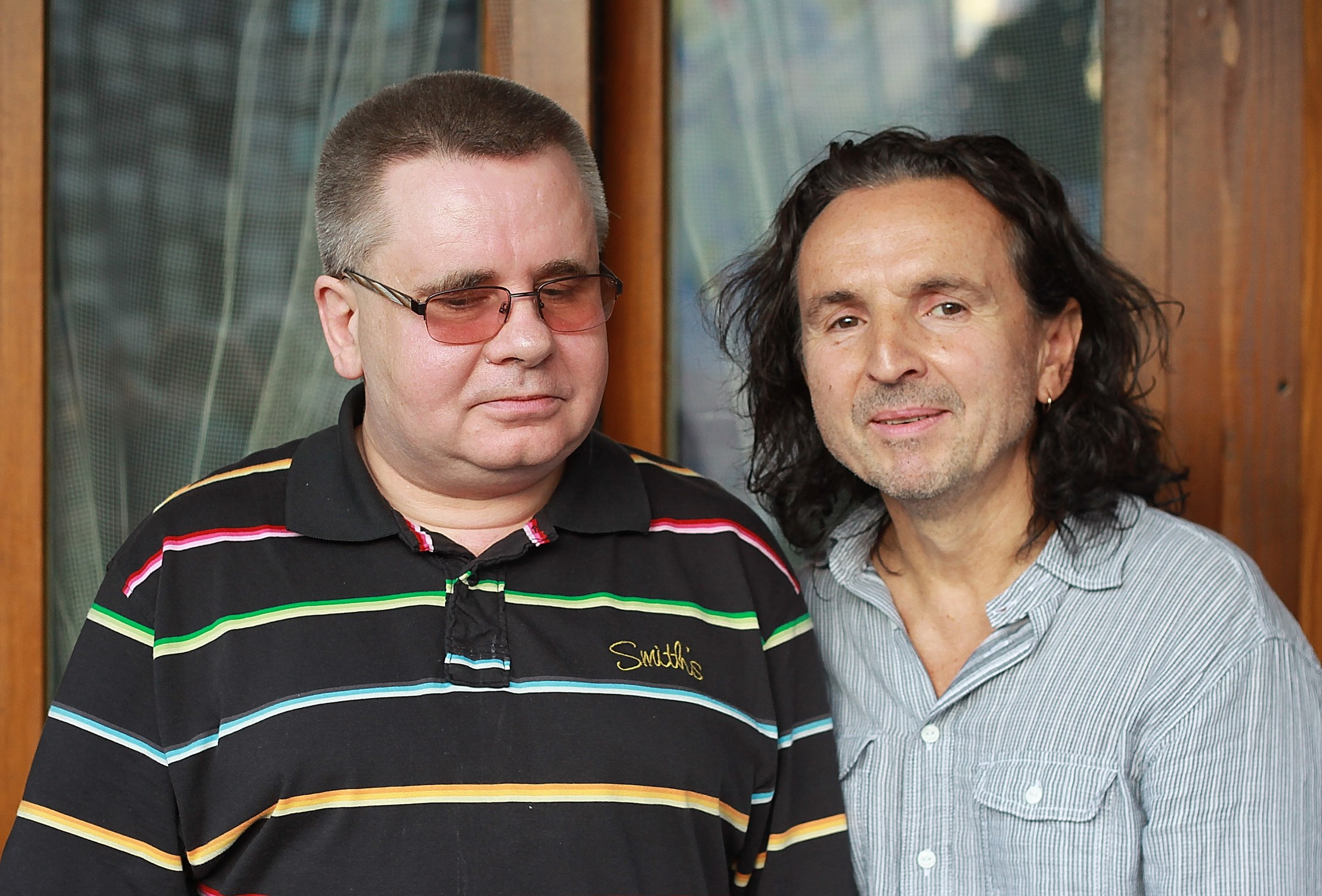
Janusz Skowron i Apostolis Anthimos po koncercie w Bydgoszczy (2010)

Nagrywał również z Marylą Rodowicz, Hanną Banaszak, Łucją Prus, Majką Jeżowską, Ewą Bem, Grażyną Łobaszewską, Anną Serafińską, Grzegorzem Markowskim i rockową grupą Lady Pank.
Janusz Skowron współpracował z najwybitniejszymi polskimi muzykami jazzowymi, m.in. z gitarzystą basowym Krzysztofem Ścierańskim, skrzypkiem Maciejem Strzelczykiem, saksofonistą Zbigniewem Jaremką, z nieżyjącym kontrabasistą Zbigniewem Wegehauptem, performerem Andrzejem Mitanem, perkusistą Mirosławem Sitkowskim. Od kilku lat występuje w duecie z wokalistką Małgorzatą Markiewicz. Ma w swoim dorobku wiele własnych kompozycji i aranżacji, uczestniczył w nagraniu ponad 60 płyt.
Jego karierze poświęcone zostało hasło w telewizyjnej wersji Leksykonu Polskiej Muzyki Rozrywkowej Ryszarda Wolańskiego w odcinku 143.

## Nagrody i odznaczenia
- nagroda Sekcji Publicystów Polskiego Stowarzyszenia Jazzowego w 1982 r.,
- nagroda Fundacji Kultury Polskiej im. Krzysztofa Komedy w 1989 r.
- Nagroda Artystyczna Młodych im. Stanisława Wyspiańskiego za osiągnięcia w dziedzinie sztuki estradowej w 1989 r.
- W ankiecie Jazz Top magazynu Jazz Forum zwyciężał:
  - w kategorii fortepian elektryczny w latach 1983–1988, w 1990 r. i w latach 1992–1994
  - w kategorii syntezator w 1990 r., w latach 1993–2007 i 2012–2016[19][20][21][22][23]
  - wraz z zespołem Walk Away w latach 1997–2002, 2005–2006
- wyróżniony w konkursie Idol 25-lecia fundacji Szansa dla Niewidomych w 2014 r.[24]
- dwukrotnie odznaczony Złotym Krzyżem Zasługi przez Prezydentów RP – w roku 2009[25] i 2017[26].

## Życie prywatne
Syn Antoniego i Stefanii. Był żonaty z Elżbietą.

## Dyskografia
| Wydany         | Wykonawca – lider                                                                           | Album                                                          | Wytwórnia               |
| -------------- | ------------------------------------------------------------------------------------------- | -------------------------------------------------------------- | ----------------------- |
| 1980           | Nasza Basia Kochana                                                                         | „Nasza Basia Kochana”                                          | Polskie Nagrania „Muza” |
| 1980/2008      | Kazimierz Jonkisz quintet                                                                   | „Tiritaka”                                                     | Polskie Nagrania „Muza” |
| 1981           | Vox                                                                                         | „VOX”                                                          | Veriton                 |
| 1982           | Wojciech Karolak, Włodzimierz Gulgowski, Janusz Skowron, Zbigniew Namysłowski, Harris Simon | Kalisz. X-Lecie Międzynarodowych Festiwali Pianistów Jazzowych | PolJazz                 |
| 1982           | String Connection                                                                           | ”Workoholic”                                                   | Poljazz                 |
| 1983           | String Connection                                                                           | ”String Connection in Concert”                                 | Areco AR Sound          |
| 1983           | String Connection                                                                           | ”New Romantic Expectation”                                     | Poljazz                 |
| 1983           | Di Rock Cimbalisten                                                                         | ”Act one”                                                      | Rogot                   |
| 1984           | String Connection                                                                           | ”String Connection – Koncert w Buffo”                          | Polton                  |
| 1984           | String Connection                                                                           | ”Jazz”                                                         | Polton                  |
| 1984           | Zbigniew Wegehaupt                                                                          | ”Sake”                                                         | Poljazz                 |
| 1985           | Basspace                                                                                    | ”555555”                                                       | Polskie Nagrania "Muza" |
| 1985           | Free Cooperation                                                                            | ”Our Master's voice”                                           | Poljazz                 |
| 1986           | Witold E. Szczurek                                                                          | ”The Spark”                                                    | Poljazz                 |
| 1986           | Free Cooperation                                                                            | ”In the higher school”                                         | Poljazz                 |
| 1986           | Zbigniew Jaremko                                                                            | ”Dedications”                                                  | Poljazz                 |
| 1986           | Ewa Bem                                                                                     | ”I co z tego masz”                                             | Wifon                   |
| 1986           | Maryla Rodowicz                                                                             | ”Gejsza nocy”                                                  | Polskie Nagrania "Muza" |
| 1986           | Lady Pank                                                                                   | ”LP3”                                                          | Polskie Nagrania "Muza" |
| 1986/1991      | Grzegorz Ciechowski                                                                         | ”Obywatel G.C.”                                                | Tonpress                |
| 1986           | Jacek Skubikowski                                                                           | ”Złe słowa”                                                    | Pronit                  |
| 1987           | Grzegorz Markowski                                                                          | ”Kolorowy Telewizor”                                           | Polskie Nagrania "Muza" |
| 1987           | Łucja Prus                                                                                  | ”Domowe przedszkole – Piosenki dla dzieci”                     | Rogot                   |
| 1987/1995/1996 | Tomasz Stańko                                                                               | ”Witkacy Peyotl”                                               | Poljazz                 |
| 1988           | Tomasz Stańko / Freelectronic                                                               | ”Switzerland”                                                  | Polskie Nagrania        |
| 1988           | Maria Jeżowska                                                                              | ”A ja wolę moją mamę”                                          | Tonpress                |
| 1988           | Piotr Schultz                                                                               | ”Piotr Schulz”                                                 | Polskie Nagrania "Muza" |
| 1989/1993      | Stanisław Sojka                                                                             | ”Radioaktywny”                                                 | Polskie Nagrania "Muza" |
| 1989           | Wiesława Sós                                                                                | ”Wiesława Sós”                                                 | Wifon                   |
| 1989           | Zbigniew Lewandowski                                                                        | ”Golden Lady”                                                  | Polskie Nagrania "Muza" |
| 1989           | Young Power                                                                                 | ”Man of Tra”                                                   | Power Bros              |
| 1989           | Grzegorz Ciechowski                                                                         | ”Citizen G.C.”                                                 | ZPR-Records             |
| 1989           | Tomasz Stańko                                                                               | ”Chameleon”                                                    | Utopia Records          |
| 1990           | Marlena Drozdowska                                                                          | ”Bajadera plaża”                                               | Pronit                  |
| 1991           | Maryla Rodowicz                                                                             | ”Absolutnie nic”                                               | Polskie Nagrania „Muza” |
| 1992           | Lady Pank                                                                                   | ”LP3”                                                          | Digiton                 |
| 1993           | Lady Pank                                                                                   | ”LP3”                                                          | Intersonus              |
| 1991/2007      | Zbigniew Namysłowski                                                                        | ”Without a talk”                                               | P&J Music               |
| 1992           | Zbigniew Namysłowski                                                                        | ”The Last Concert”                                             | Polonia Records         |
| 1993           | Krzysztof Ścierański                                                                        | ”Far Away From Home”                                           | Sound-Pol               |
| 1994           | Zbigniew Lewandowski                                                                        | ”Levandek – Songs for friends”                                 | Koch International      |
| 1994           | Tomasz Stańko                                                                               | ”Pożegnanie z Marią”                                           | GOWI Records            |
| 1995           | Krzysztof Puma Piasecki                                                                     | ”Krzysztof Puma Piasecki”                                      | Polonia Records         |
| 1995           | Maciej Strzelczyk                                                                           | ”Music for M”                                                  | Polonia Records         |
| 1995           | Tomasz Stańko                                                                               | ”Tales for a girl”                                             | Polonia Records         |
| 1995           | Tomasz Stańko                                                                               | ”Roberto Zucco”                                                | Polonia Records         |
| 1995           | Robert Chojnacki                                                                            | ”Sax & Sex”                                                    | Box Music               |
| 1995           | AmenBand                                                                                    | "Łąki Twoich obietnic”                                         | Maszachaba              |
| 1996           | Robert Chojnacki                                                                            | ”Sax & Dance”                                                  | Box Music               |
| 1996           | Leszek Cichoński                                                                            | ”Blues-Rock Guitar Workshop”                                   | Midi-Max                |
| 1996           | Leszek Cichoński                                                                            | ”Blues-Rock Guitar Workshop”                                   | Midi-Max                |
| 1996           | Janusz Skowron                                                                              | ”Skowron Show live in Buffo”                                   | Polonia Records         |
| 1996           | Wojciech Staroniewicz                                                                       | ”The Beginner”                                                 | Koch International      |
| 1997           | Dorota Curyłło                                                                              | ”Jazz Standards”                                               | Koch International      |
| 1997           | Piotr Rodowicz z Przyjaciółmi                                                               | ”Aby żyć”                                                      | Gowi                    |
| 1998           | AmenBand                                                                                    | ”Rozmowa z Ojcem”                                              | Vocatio                 |
| 1998           | Jacek Kochan                                                                                | ”Alberta”                                                      | GOWI Records            |
| 1998           | Walk Away                                                                                   | ”Changes”                                                      | Walk Away Records       |
| 1998           | Walk Away                                                                                   | ”Night Life”                                                   | Walk Away Records       |
| 1999           | Grzegorz Ciechowski                                                                         | ”Obywatel G.C.”                                                | Koch International      |
| 1996           | Tomasz Stańko                                                                               | ”Witkacy Peyotl”                                               | Polonia Records         |
| 1998           | Stanisław Sojka                                                                             | ”Radioaktywny”                                                 | Pomaton                 |
| 1999           | Anna Serafińska                                                                             | ”Melodies”                                                     | Sony Music              |
| 2000           | Tomasz Stańko / Freelectronic                                                               | ”Live at the Montreux Jazz Festival 1987”                      | Polonia Records         |
| 2000           | International Quintet                                                                       | ”On In”                                                        | Walk Away Records       |
| 2000           | Walk Away                                                                                   | ”Double Walk”                                                  | Walk Away Records       |
| 2001           | Jerzy Filar                                                                                 | ”Cienie”                                                       | Pomaton EMI             |
| 2001           | Tomasz Stańko                                                                               | ”Egzekutor”                                                    | Universal Music Polska  |
| 2002           | Grzegorz Ciechowski                                                                         | ”Obywatel G.C.”                                                | Andromeda               |
| 2003           | różni                                                                                       | ”Made in Poland – Presented in Ukraine”                        | Lemma                   |
| 2003           | Grzegorz Ciechowski                                                                         | ”Obywatel G.C.”                                                | MTJ                     |
| 2004           | różni                                                                                       | ”The Best of Polish Jazz 2005"                                 | Polish Jazz Network     |
| 2004           | Vox                                                                                         | ”Ale feeling”                                                  | MTJ                     |
| 2005           | Tomasz Stańko                                                                               | ”Wolność w sierpniu”                                           | FiRe                    |
| 2006           | Tomasz Stańko                                                                               | ”Chameleon”                                                    | Metal Mind Productions  |
| 2007           | Lady Pank                                                                                   | ”LP3”                                                          | MTJ                     |
| 2008           | Tomasz Stańko                                                                               | 1970 1975 1984 1986 1988                                       | Metal Mind Productions  |
| 2010           | String Connection                                                                           | ”Workoholic”                                                   | ANEX                    |